# Barbara Howard
Barbara Howard é uma atriz americana conhecida por seus papéis no filme Friday the 13th: The Final Chapter e na televisão na série Falcon Crest.